# Вайварс, Петерис
Петерис Вайварс (латыш. Pēteris Vaivars, 17 июля 1963 года, Руйиена) — латвийский дипломат. Первый посол Латвии в Японии (с 2006 года). Посол Латвии в Корее (с 2007 года). Посол Латвии на Украине, в Молдове, Сербии и Черногории и Румынии. Награждён Крестом признания, орденом Восходящего солнца II степени (2024) и Почётной грамотой Кабинета Министров Латвии (2015).
Окончил Оксфордский университет. В 1992 году работал директором SIA «SSTF». С 1992 года по 1995 год референт в МИДе. С 1995 года по 1997 год первый секретарь в посольстве Финляндии.